# Louis Pierre de Cubières
Pour les articles homonymes, voir Cubières.
Simon Louis Pierre, marquis de Cubières, frère de Michel de Cubières, né le 12 octobre 1747, à Roquemaure (Gard), mort le 10 août 1821.
Il était écuyer de Louis XVI et lui resta dévoué au milieu de ses malheurs. Il n'émigra pas et échappa cependant aux massacres de la Révolution française. 
Il consacra ses loisirs aux sciences et aux lettres, et écrivit une Histoire des coquillages de mer, 1799, in-4. Il a aussi composé des poésies et des comédies, entre autres le Charlatan.
Passionné de botanique, il avait un jardin à Versailles. Il a publié plusieurs mémoires scientifiques lus à la Société d'agriculture de Versailles et de Seine et Oise dont il était président.
Entre 1805 et sa mort en 1821, il séjourne fréquemment dans sa maison de campagne à Larue.

## Pour approfondir